# Pergolid
Pergolid ist ein Arzneistoff, der zur Therapie der Parkinson-Krankheit eingesetzt wird. Seine pharmakologischen Effekte vermittelt dieser von Mutterkornalkaloiden abgeleitete Arzneistoff über eine Aktivierung von Dopamin-Rezeptoren (Dopaminagonist).

## Klinische Angaben

### Anwendung
Pergolid ist als Monotherapeutikum sowie in Kombination mit Levodopa und einem Decarboxylasehemmer (z. B. Carbidopa) zur Therapie der Parkinson-Krankheit zugelassen. In der Veterinärmedizin wird Pergolid als Monotherapeutikum zur Therapie des Equinen Cushing-Syndroms bei Pferden eingesetzt.

### Wechselwirkungen
Dopamin-Antagonisten, wie z. B. Metoclopramid, setzen die Wirksamkeit von Pergolid herab. Pergolid verstärkt die blutdrucksenkende Wirkung von Antihypertensiva.

### Nebenwirkungen
Unter der Therapie mit Pergolid konnten insbesondere Dyskinesien, Halluzinationen, Schlafstörungen, Appetitlosigkeit, Übelkeit, Hypotension und Tachykardie beobachtet werden. Nach neueren Studien kann Pergolid fibrotische Herzklappenschäden verursachen, weswegen es in manchen Ländern (z. B. den USA und Schweden) bereits vom Markt genommen wurde.
Die Nebenwirkungen von Pergolid und anderen ergolinen Wirkstoffen können teilweise dadurch begründet werden, dass sie nicht nur auf Dopamin-Rezeptoren, sondern auch auf andere Rezeptoren wirken.

## Pharmakologische Angaben

### Wirkmechanismus
Pergolid ist ein Agonist an den Dopamin-Rezeptoren D1 und D2 sowie ihren Subtypen.

## Handelsnamen
Monopräparate

Parkotil (D), Permax (A, CH), zahlreiche Generika (D)
Für Pferde: Prascend